# Unzial 064
Unzial 064 (nach Gregory-Aland, ε 10 von Soden) ist eine griechische Unzialhandschrift des Neuen Testaments auf Pergamentblättern.

## Beschreibung
Das Manuskript enthält die Evangelien von Matt 25,15 — Mar 5,20. Mittels Paläographie wurde es auf das 6. Jahrhundert datiert. Zu der Zeit, als Caspar René Gregory ursprünglich die Katalognummern den Manuskripten zuordnete, war noch nicht mit Sicherheit bekannt, dass die Unziale 064, 074 und 090 von demselben Kodex stammten, da sie an drei verschiedenen Orten aufbewahrt wurden:
Kodex 064 in Wernadskyj-Nationalbibliothek der Ukraine (Petrov 17), Kiew
Kodex 074 in Katharinenkloster (Sinai) (Harris 10)
Kodex 090 in Russische Nationalbibliothek, Sankt Petersburg (Gr. 276).
Es handelt sich um ein Palimpsest. Der obere Text enthält Syrische Liturgica.
Der griechische Text des Kodex repräsentiert den Byzantinischen Texttyp. Kurt Aland ordnete ihn in Kategorie V ein.

## Inhalt
- Kodex 064 – 2 Blätter – Matt 27,7–30;
- Kodex 074 – 10 Blätter – Mt 25; 26; 28 (Fragmente) (Sinai Harris 10);
- Kodex 090 – 4 Blätter – Mt 26,59–70; 27,44–56; Mk 1,34–2,12.